# Zeuctoboarmia ingens
Zeuctoboarmia ingens är en fjärilsart som beskrevs av Claude Herbulot 1973. Zeuctoboarmia ingens ingår i släktet Zeuctoboarmia och familjen mätare. Inga underarter finns listade i Catalogue of Life.